# Guido Trombetta
Guido Trombetta (San Martino al Cimino, 28 januari 1971) is een Italiaans voormalig professioneel wielrenner.

## Belangrijkste overwinningen
1998
- 7e etappe Circuito Montañés

2000
- 6e etappe deel A Ronde van Burkina Faso